# Хенри I од Родеза
Хенри I (око 1175—1221.) био је гроф Родеза и виконт Карлета од 1208. године до своје смрти. 

## Биографија
Хенри је син Ига II од Родеза. Познат је и као трубадур и писац тенса. У Свету Земљу је кренуо у склопу армије Филипа II Француског. Погинуо је 1221. године током похода на Каиро. Наследио га је син Иго IV.